# قطعنامه ۱۰۲۳ شورای امنیت
قطعنامه ۱۰۲۳ شورای امنیت سازمان ملل متحد که در تاریخ ۲۲ نوامبر ۱۹۹۵ تصویب شد، سندی بین‌المللی دربارهٔ کرواسی است. این قطعنامه طی نشست ۳۵۹۶ام با ۱۵ رای موافق، ۰ مخالف و ۰ ممتنع تصویب شد.